# Benjamin Thomas Davies
Benjamin Thomas "Ben" Davies (Neath, 24 d'abril de 1993) és un jugador de futbol professional gal·lès, que actualment juga com a defensa al Tottenham Hotspur FC de la Premier League i a la selecció gal·lesa.

## Biografia

### Primers anys
Davies va néixer a Neath. Després de passar uns anys a l'acadèmia de futbol del Swansea City, la seva família i ell mateix es van traslladar a Viborg, Dinamarca, on el seu pare havia acceptat una oferta de feina. Allí hi va passar tres anys, jugant amb l'equip local, el Viborg FF, abans de tornar al Swansea.

### Swansea City
Un cop superada la seva etapa formativa, Davies va signar un contrace de dos anys amb el primer equip del Swansea City, aleshores a la Premier League. El seu debut es va produir el 25 d'agost de 2012, entrant en substitució de Neil Taylor en el minut 84 de la victòria per 3-0 contra el West Ham United. A partir d'aquella temporada el jugador gal·lès va esdevenir habitual a l'equip titular, sobretot gràcies a la lesió que va patir el mateix Taylor. El 23 de novembre de 2012 signaria un nou contracte, aquest cop de 3 anys i mig.
El 19 de gener de 2013 Davies va marcar el seu primer gol amb el Swansea, en la victòria per 3-1 contra l'Stoke City. Amb 19 anys i 270 dies, gràcies al gol va esdevenir el jugador més jove de la història del Swansea en marcar a la Premier League. El setembre d'aquell any va marcar els seus segon i tercer gols amb l'equip gal·lès, contra el West Brom i l'Arsenal, respectivament.
El 24 de desembre de 2013 Davies va signar una extensió d'un any del seu contracte, fet que l'havia de mantenir al Swansea fins al juny de 2017.

### Tottenham Hotspur
El 23 de juliol de 2014 Davies va fitxar pel Tottenham Hotspur FC, signant per cinc anys. El seu fitxatge anava acompanyat del de Michel Vorm, company seu al Swansea, mentre que Gylfi Sigurðsson va fer el camí invers, com a part de l'acord. Davies va debutar amb el Tottenham Hotspur a la Premier, entrant des de la banqueta, en una derrota per 0-3 contra el Liverpool. La seva primera titularitat es va produir el 23 de novembre, en la victòria per 1-2 contra el Hull.

### Selecció gal·lesa
El setembre de 2012 Davies va ser seleccionat per participar, amb la selecció gal·lesa absoluta, la fase de classificació pel Mundial de 2014. Entrava en substitució del Neil Taylor, company d'equip al Swansea, a qui substituïa a causa d'una greu lesió patida en un partit contra el Sunderland. El seu debut amb Gal·les es va produir el 12 d'octubre de 2012, en una victòria contra la selecció escocesa.

## Estadístiques

### Club
Actualitzat a 20 de març de 2016
| Club                 | Temporada     | Lliga          | Lliga   | Lliga | FA Cup  | FA Cup | Lliga Cup | Lliga Cup | Europa  | Europa | Total   | Total |
| Club                 | Temporada     | Divisió        | Partits | Gols  | Partits | Gols   | Partits   | Gols      | Partits | Gols   | Partits | Gols  |
| -------------------- | ------------- | -------------- | ------- | ----- | ------- | ------ | --------- | --------- | ------- | ------ | ------- | ----- |
| Swansea City         | 2012–13       | Premier League | 37      | 1     | 1       | 0      | 6         | 0         | 0       | 0      | 44      | 1     |
| Swansea City         | 2013–14       | Premier League | 34      | 2     | 0       | 0      | 0         | 0         | 7       | 0      | 41      | 2     |
| Swansea City         | Total         | Total          | 71      | 3     | 1       | 0      | 6         | 0         | 7       | 0      | 85      | 3     |
| Tottenham Hotspur FC | 2014–15       | Premier League | 14      | 0     | 2       | 0      | 4         | 0         | 9       | 0      | 29      | 0     |
| Tottenham Hotspur FC | 2015–16       | Premier League | 15      | 0     | 2       | 0      | 0         | 0         | 8       | 0      | 25      | 0     |
| Tottenham Hotspur FC | Total         | Total          | 29      | 0     | 4       | 0      | 4         | 0         | 17      | 0      | 54      | 0     |
| Total carrera        | Total carrera | Total carrera  | 100     | 3     | 5       | 0      | 10        | 0         | 24      | 0      | 139     | 3     |

## Palmarès
Swansea City
- Football League Cup: 2012–13

Tottenham Hotspur
- Lliga Europa de la UEFA: 2024–25[18]